# TBS週三深夜連續劇
TBS週三深夜連續劇（日语：水ドラ!!），為TBS電視台於2015年10月起，每星期三23:53（JST）播出的30分鐘深夜連續劇時段。

## 作品列表

### 2010年代

#### 2015年
- 10月21日－12月23日：糖果之家（おかしの家）

主演：小田切讓
劇本：石井裕也、登米裕一
原作協力：《うちのネコが訴えられました!? - 実録ネコ裁判-》

#### 2016年
- 1月20日－3月23日：惡棍跑千里（悪党たちは千里を走る）

主演：室剛
劇本：渡邊真子
原作：貫井德郎《悪党たちは千里を走る》
- 4月21日－6月23日：毒島百合子的赤裸裸日記（毒島ゆり子のせきらら日記）

主演：前田敦子
劇本：矢島弘一
- 7月14日－9月15日：死幣-DEATH CASH-（死幣-DEATH CASH-）

主演：松井珠理奈（SKE48）
劇本：吉田海輝美、濃部達宏、吉田真侑子
- 10月20日－：廚師警部的晚餐會（コック警部の晩餐会）

主演：柄本佑
劇本：船橋勸、吉田香織

#### 2017年
- 1月19日－3月23日：出租愛情（レンタルの恋）

主演：剛力彩芽
劇本：田邊茂範等
- 4月19日－6月：三個爸爸（3人のパパ）

主演：堀井新太
劇本：小山正太
- 7月－9月：深海魚男（わにとかげぎす）

主演：有田哲平
原作：古谷實
劇本：高橋泉

## 外部連結
- （日語） TBS電視台官方網站（页面存档备份，存于）